# Мілан Шкода
Мілан Шкода (чеськ. Milan Škoda, нар. 16 січня 1986, Прага) — чеський футболіст, півзахисник, нападник чеської «Млади Болеслав».

## Клубна кар'єра
Народився 16 січня 1986 року в місті Прага. Вихованець юнацьких команд низки місцевих футбольних клубів, останнім з яких був «Богеміанс 1905», в академії якого Мілан займався протягом 2001-2005 років.
У дорослому футболі дебютував 2005 року виступами за основну команду «Богеміанс 1905», в якій провів шість сезонів, взявши участь у 88 матчах чемпіонату. 
1 січня 2012 року став гравцем іншої столичної команди, «Славії». Відтоді встиг відіграти за цю празьку команду понад 100 матчів в національному чемпіонаті.

## Виступи за збірну
12 червня 2015 року вже досвідченим 29-річним футболістом дебютував в офіційних матчах у складі національної збірної Чехії, вийшовши на заміну наприкінці програного чехами матчу проти збірної Ісландії. Наразі провів у формі головної команди країни 7 матчів, забивши 2 голи.
У травні 2016 року головний тренер збірної Чехії Павел Врба включив Шкоду до розширеної заявки національної команди для участі у фінальній частині Євро-2016.

## Титули і досягнення
- Чемпіон Чехії (2):

«Славія» (Прага): 2016-17, 2018–19
- Володар Кубка Чехії (2):

«Славія» (Прага): 2017-18, 2018–19